# خفاش گوش پهن اروپایی
خفاش گوش پهن اروپایی (نام علمی: Barbastella barbastellus) نام یک گونه از تیره خفاش‌ناهیدی است.